# En sång för Martin
Pour plus de détails, voir Fiche technique et Distribution.
En sång för Martin est un film suédo-dano-allemand réalisé par Bille August, sorti en 2001.

## Synopsis
Martin Fischer est un compositeur à succès. Pendant une répétition, il tombe sous le charme de Barbara Hartman, premier violon. Ils finissent par se marier mais, au retour de leur lune de miel, Martin est diagnostiqué de la maladie d'Alzheimer.

## Fiche technique
- Titre : En sång för Martin
- Réalisation : Bille August
- Scénario : Bille August d'après le roman Boken om E d'Ulla Isaksson
- Musique : Stefan Nilsson
- Photographie : Jörgen Persson
- Montage : Janus Billeskov Jansen
- Production : Bille August, Lars Kolvig, Michael Lundberg et Michael Obel
- Société de production : Helkon Media, Moonlight Filmprod., SVT Drama et TV2 Danmark
- Pays :  Suède,  Allemagne et  Danemark
- Genre : Drame, film musical et romance
- Durée : 117 minutes
- Dates de sortie : 
  -  Suède : 16 mars 2001
  -  Danemark : 23 mars 2001

## Distribution
- Sven Wollter : Martin
- Viveka Seldahl : Barbara
- Reine Brynolfsson : Biederman
- Linda Källgren : Karin
- Lisa Werlinder : Elisabeth
- Peter Engman : Philip
- Klas Dahlstedt : Erik
- Lo Wahl : Susanne
- Kristina Törnqvist : Dr. Gierlich
- Jonna Ekdahl : Sara
- Claes Ahlstedt : Erik

## Accueil
Le film a reçu un accueil favorable de la critique. Il obtient un score moyen de 72 % sur Metacritic.